# デビッド・カウフマン
デビッド・カウフマン（David Kaufman、1961年7月23日 - ）は、アメリカ合衆国の俳優、声優。代表作は『スーパーマン』（ジミー・オルセン役）、『ダニー・ファントム』（ダニー・フェントン役）など。

## 人物
ミズーリ州セントルイス出身、大学進学と共にロサンゼルスに移住。カリフォルニア大学ロサンゼルス校卒。
血のつながった弟と妹が一人ずつおり、血のつながっていない弟と妹も一人ずついる。

## 出演作品

### テレビドラマ
- ギミーアブレイク!（少年3）
- スターゲイト SG-1（マーク・ギルモア）
- CSI:科学捜査班（ネイト）
- ER緊急救命室シーズン10（ニック）

### 映画
- パール・ハーバー（若い医者）

### テレビアニメ
- アニマニアックス（スティーヴン・セガール）
- ジャスティス・リーグ（ジミー・オルセン）
- スーパーマン（ジミー・オルセン）
- スター・ウォーズ/クローン・ウォーズ（テレビシリーズ）（ジェイボ・フード）
- スチュアート・リトル（スチュアート・リトル）
- ダニー・ファントム（ダニー・フェントン）
- バック・トゥ・ザ・フューチャー アニメイテッドシリーズ（マーティ・マクフライ）
- ブンブン・マギー（アルドリン）

### OVA
- スーパーマン クリプトン最後の息子（ジミー・オルセン）
- スーパーマン ブレイアック・アタック（ジミー・オルセン）

### ゲーム
- アルティメット・スパイダーマン（ジョニー・ストーム/ヒューマントーチ）
- スーパーマン アポコリプスの影（ジミー・オルセン）